# عمروس (مدريد)
عَمْرُوس أو (نقحرة: أمبروز) كان حي إداري من مدريد التي تنتمي إلى مقاطعة فِكَلفارو (أحد الأحياء المكونة للمقاطعة جنبًا إلى جنب مع Casco Histórico).  في عام 2017 ، من خلال موافقة مجلس مدينة مدريد أصبحت المنطقة جزءًا من حي Casco Histórico de Vicálvaro.